# 板场镇
板场镇，是中华人民共和国贵州省铜仁市沿河土家族自治县下辖的一个乡镇级行政单位。
2015年1月23日，贵州省人民政府批复同意沿河县乡镇行政区划调整，新设置的板场镇辖原板场乡，镇人民政府驻板场村。

## 行政区划
板场镇下辖以下地区：
塘坝村、田坝村、东红村、板场村、徐家村、蒲楠村、龙鱼村、联文村、爱华村、电光村、大松村、大坨坝村、友谊村、河沟村、刘家村、卫星村、洋溪村、永东村、永丰村、枫香岭村、任桂村、光辉村和熊家沟村。